# Above the Shadows
Above the Shadows (bra: A Mulher Invisível; prt: A Rapariga Invisível) é um filme de romance sobrenatural de 2019 escrito e dirigido por Claudia Myers. O filme segue a história de uma jovem que após ficar por anos invisível, conhece um homem que pode enxergá-la

## Elenco
- Olivia Thirlby - Holly
  - Fina Strazza - Holly (jovem)
- Alan Ritchson - Shayne
- Jim Gaffigan - Paul Jederman
- Maria Dizzia - Victoria Jederman
- Tito Ortiz - Attila
- David Johansen - Ron
- Megan Fox - Juliana
- Justine Cotsonas - Vanessa
  - Lauren Hartman - Vanessa (jovem)
- Owen Campbell - Troy 
  - Alex Gemeinhardt - Troy (jovem)
- Pawel Szajda - Marjus

## Produção
O filme é baseado em um roteiro original da diretora Claudia Myers. Em 1 de novembro de 2017, foi anunciado que Olivia Thirlby, Alan Ritchson, Jim Gaffigan e Megan Fox estrelariam o filme, que, na época, estava sob o nome de Shadow Girl. Above the Shadows foi produzido pela empresa indicada ao Tony Award, a HIPZEE, em associação com a Myriad Pictures, Boundary Stone Films e BondIt Media Capital.

## Lançamento
O filme estreou no 22º Festival de Cinema do Brooklyn (BFF) em 31 de maio de 2019. Ele ganhou o BFF Audience Choice Award por Melhor Narrativa. Em maio de 2019, Gravitas Ventures adquiriu os direitos de distribuição do filme nos EUA e com lançamento previsto para 19 de julho de 2019. No Brasil, foi lançado pela Elite Filmes no Cinema Virtual em junho de 2020.

## Recepção
No agregador de críticas Rotten Tomatoes, que categoriza as opiniões apenas como positivas ou negativas, o filme tem um índice de aprovação de 70% calculado com base em 10 comentários dos críticos. Por comparação, com as mesmas opiniões sendo calculadas usando uma média aritmética ponderada, a nota é 6.0/10.
Courtney Howard, da Variety avaliou o filme como "imaginativo e inteligente em suas ideias" mas sua "inteligência interna não sustenta o tempo de execução e, assim como seu protagonista, o filme se torna transparente em seus motivos e sentimentalismo." John DeFore do The Hollywood Reporter disse que "embora possa ser divertido assistir Holly se esgueirar e expor as mentiras dos outros, seria muito mais divertido se sua própria história soasse verdadeira ".